# Monodelphis palliolata
Monodelphis palliolata är en pungdjursart som först beskrevs av Wilfred Hudson Osgood 1914. Monodelphis palliolata ingår i släktet pungnäbbmöss och familjen pungråttor. IUCN kategoriserar arten globalt som livskraftig. Inga underarter finns listade.
Pungdjuret förekommer i norra Venezuela och angränsande delar av Colombia. Arten vistas i skogar och människans odlingar. Den går vanligen på marken. Honor föder upp till åtta ungar per kull.